# Laffly S35T
Il Laffly S35T era un trattore d'artiglieria su telaio a sei ruote motrici prodotto dalla francese Laffly, impiegato dall'Esercito francese e dalla Wehrmacht durante la seconda guerra mondiale.

## Storia
La società Laffly, originariamente produttrice di mezzi pesanti quali autocarri ed autobus, negli anni venti e trenta si era specializzata nella progettazione di veicoli fuoristrada. I telai Laffly, in configurazione 6×6, si distinguevano per l'avanzato sistema di trasmissione e sospensione ed, esteticamente, per le due coppie di ruote folli, rispettivamente sotto al muso e tra il primo ed il secondo asse, che favorivano il superamento degli ostacoli.
Il trattore d'artiglieria pesante 6×6 S35T, caratterizzato da elevate prestazioni fuoristrada, da gennaio e giugno 1935 fu testato dall'Armée de terre nel traino dei cannoni pesanti Schneider 155 mm L Mle 1918 e 155 mm L Mle 1917 GPF. Vennero ordinati 400 S35T, dei quali 230 in allestimento trattore d'artiglieria e 170 nella versione veicolo recupero. I primi mezzi furono consegnati all'Armée de terre nel 1937. Nell'aprile 1940 il trattore venne testato anche nel traino dell'obice pesante Schneider 220 mm TR Mle 1915/1916. L'ordine era ancora in fase di consegna allo scoppio della guerra e, prima della resa della Francia, furono consegnati 225 mezzi.
Sulla base del trattore venne realizzato dalla Hotchkiss il veicolo S35TL, con telaio allungato, adottato dall'Armée de l'air come veicolo cisterna per il rifornimento degli aerei. Sullo stesso telaio l'aeronautica adottò anche il veicolo antincendio S35TL C2.
Dopo la resa della Francia i mezzi catturati dai tedeschi vennero impiegati principalmente dallo Heer per il traino dei pezzi da 8,8 FlaK 37.

## Tecnica
Il telaio, formato da due longheroni in acciaio profilati ad U, era a due assi a trazione integrale. Le ruote anteriori, direttrici, hanno ammortizzatore elicoidale, mentre gli assi posteriori sono indipendenti, su balestre; il S35T il primo interasse era di 2.400 mm, il secondo di 1.120 mm; sul S35TL il primo interasse era allungato a 2.800 mm. Una coppia di piccole ruote folli è posizionata sul muso del mezzo per meglio affrontare terrapieni e gradini; una seconda coppia è posta tra il primo ed il secondo asse, sotto la cabina di guida, per aiutare il superamento di dossi. In posizione avanzata era montato il motore quadricilindrico a benzina da 5700 cm³, erogante 85 CV a 2.200 giri/min. Dalla metà del 1939, modificando l'alesaggio, la cilindrata venne portata a 6232 cm³ e la potenza erogata a 100 CV.
La carrozzeria era di tipo chiuso. Nel vano di carico dei veicoli adibiti a trattori prendevano posto serventi e munizioni. La versione recupero differiva soltanto per la presenza di una gru posteriore amovibile, collegata al potente argano. La capacità di carico era di 1,2 t, quella di traino di 10 t.